# Turanganui (fleuve)
Le fleuve Turanganui est un cours d’eau situé dans la ville de Gisborne et qui est formé par la confluence de la rivière Taruheru et la rivière Waimata. Il s’écoule à travers le centre-ville de Gisborne pour atteindre l’océan Pacifique à l’extrémité nord de la baie de la Pauvreté, dans l'est de l'Île du Nord de la Nouvelle-Zélande.

## Histoire
Un mémorial commémore la première descente à la terre, en Nouvelle-Zélande, du capitaine James Cook, qui est considérée comme localisée tout près de l’embouchure du fleuve. 

## Géographie
L’ensemble du cours d'eau est soumis à la marée.
Le fleuve Turanganui est parfois considéré comme le fleuve le plus court de l’Hémisphère Sud.
Le bassin du mouillage de Gisborne Harbour est séparé du chenal de la rivière par un brise lame en béton.

## Toponymie
Le Ministère de la Culture et du Patrimoine de la Nouvelle-Zélande donne une traduction de "great standing place" pour le nom Tūranganui.

## Écologie
La qualité de l’eau dans le fleuve est médiocre car il est le point de drainage de deux grands bassins versants caractérisés par l’utilisation variée des terres en amont. Le fait que cette rivière soit soumise à la marée améliore la qualité de l'eau. 

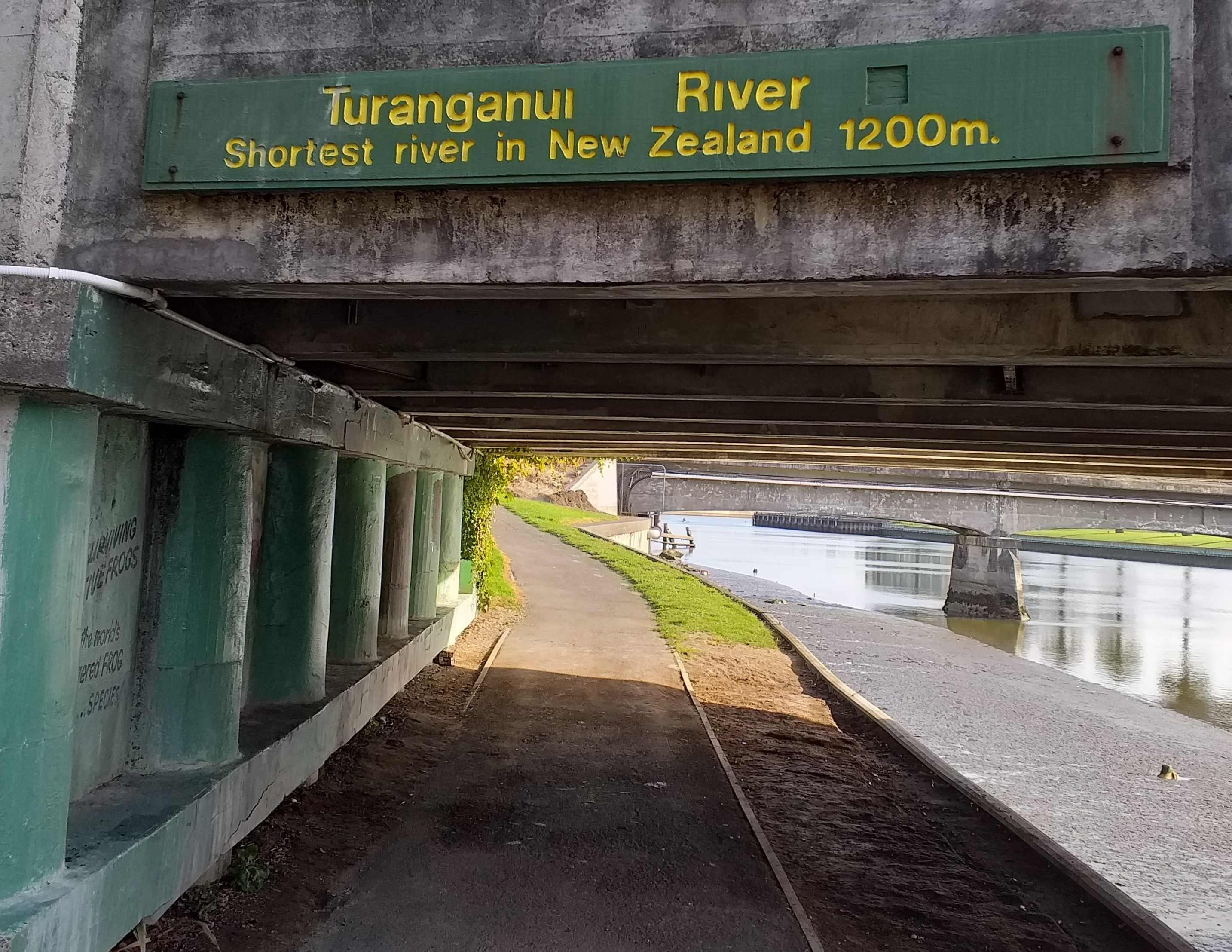
Signalisation du pont routier de Turanganui